# Anass Azim
Anass Azim, né le 18 juin 1988 à Fès, est un footballeur marocain évoluant au poste de défenseur au Maghreb de Fes.

## Palmarès
Maghreb de Fes
- D2 marocaine :
  - Champion : 2019-20.